# Project Pitchfork
Project Pitchfork is een Duitse elektroband, die in 1989 in Hamburg opgericht werd. De stijl bevindt zich tussen darkwave en synthetische rock.

## Geschiedenis
Dirk Scheuber en Peter Spilles, beiden uit Hamburg, begonnen in 1989 met Project Pitchfork, waarna Patricia Nigiani er nog bij kwam. Spilles had enkele jaren met Electronic Body Music geëxperimenteerd; onder verschillende namen had hij muzikaal vooruitstrevende songs opgenomen, waarvan Demoniac Puppets het bekendste project was. Het nummer 'K.N.K.A.' werd heruitgegeven als ProjectPitchfork-product. Halverwege de jaren 80 had Spilles ook onder de titel Black Planet songs opgenomen.
In 1991 bracht de groep een eerste volwaardig album uit, Dhyani, dat hen in de muziekkritiek tot een der belangrijkste nieuwkomers van de EBM maakte, ofschoon het genre toentertijd over zijn hoogtepunt heen was. De eerste drie albums werden op het label Hypnobeat Records uitgebracht; toen in 1993 Off Beat opgericht was, verhuisde Project Pitchfork daarheen, na artistieke meningsverschillen met Hypnobeat.
Tijdens de tournee voor het album IO (1994) maakte Nigiani bekend dat ze uit de groep trad, waarna ze het project Aurora Sutra begon. Vervolgens richtten Spilles en Scheuber het platenlabel Candyland Entertainment op.
Gedurende de loop van de jaren 90 paste Project Pitchfork zijn stijl aan de wisselende smaak van het tijdperk aan. Spilles hield zich nog met enkele nevenprojecten bezig, zoals Children of Chi en Mandala. De newwave-invloeden werden minder duidelijk naarmate dat genre minder populair werd, en de muziek werd commerciëler, zodat de band in 1998 de aandacht van een breder publiek begon te trekken — allicht mede doordat wave-muziek eind jaren 90 geleidelijk aan een revival begon —, en een contract bij Warner tekende, met geldigheid tot 2004. In 1998 kregen ze de opdracht filmmuziek voor Straight Shooter te componeren, die echter niet gebruikt werd; deze werd op de compilatie Collector — Lost and Found uit 2001 gezet. Nieuwe financiële middelen dankzij het Warner-contract zorgden voor een betere marketing van de groep, alsmede, voor het eerst, voor videoclips, en Project Pitchfork-albums drongen de hoge posities van de hitlijsten binnen, met als culminatie Daimonion in 2001, dat de achtste plaats bereikte. Ook kwam de groep sedertdien op televisie. De ARTE-documentaire Mic dans tous ses états, over de banlieues in Zuid-Frankrijk, bevatte eveneens een optreden van Pitchfork.
Sinds 2004 brengt de groep haar werk weer op Candyland uit; vanaf 2006 is opnieuw een aansluiting aan de sound van de beginperiode merkbaar. De invloeden van Skinny Puppy en Jean-Michel Jarre uit de vroege werken van Project Pitchfork, die hadden plaatsgemaakt voor een iets meer techno-achtig geluid, zorgden in hun totaliteit voor een originele mengeling van EBM en synthipop. Verschillende verzamelboxen en live-cd's werden doorheen de jaren uitgebracht.
De teksten van Project Pitchfork zijn zorgvuldig doordacht. In de vroege periode bevatten ze veel kritiek op maatschappelijke thema's zoals dierproeven en kernoorlog. Gaandeweg verschoof de klemtoon naar mystiek en antieke filosofie.

## Discografie

### Albums alsDemoniac Puppets
- 1988 Embryonal Thoughts
- 1989 Feary Tales

### Albums alsProject Pitchfork
- 1991 Dhyani
- 1992 Lam-'bras
- 1992 Entities
- 1993 Souls / Island (ep)
- 1994 IO
- 1995 Corps d'Amour (ep)
- 1995 Alpha / Omega
- 1995 Ch'i (ep)
- 1996 The Early Years (compilatie)
- 1997 !CHAKRA:Red!
- 1997 Live 97
- 1998 Eon:Eon
- 2001 Daimonion
- 2001 Collector — Lost and Found (compilatie)
- 2002 Inferno
- 2003 Collector — Fireworks and Colorchanges (compilatie)
- 2003 Live 2003/2001
- 2005 Kaskade
- 2007 Wonderland / One Million Faces
- 2009 Dream, Tiresias!
- 2010 Continuum Ride
- 2011 Quantum Mechanics
- 2013 Black
- 2014 Blood
- 2016 Look up, I'm Down There